# Castell de Vallgornera
El Castell de Vallgornera és un edifici de Vallgornera, al municipi Peralada (Alt Empordà), declarat bé cultural d'interès nacional.

## Història
És un Castell termenat, documentat el 1123. Actualment, és propietat de l'actual marquès d'Orís, Santiago de Sentmenat i de Urruela.

## Descripció
És un edifici amb planta rectangular asimètrica, amb pati central i dues torres de planta quadrada als extrems de la banda oriental. La de l'angle nord-oest posseeix a la part superior del seu mur, una finestra trilobada, que ha estat col·locada a l'inrevés. També hi trobem finestres rectangulars obertes tardanament. La torre sud-est té dos murs més llargs. Posseeix espitlleres a diferents nivells, les del pis superior són de menys llargada que les restants. La torre està coberta per una teulada a quatre vessants. La façana principal té dos portals, ambdós reformats. El primer és en arc rebaixat i adovellat, i dona directament al pati. El segon es troba en un arc de mig punt, en un cos avançat respecte a la resta de la construcció. Pel que fa a la façana posterior és el mur més ben conservat de la fortalesa. Presenta dues filades de sageteres, molt juntes entre elles. A la part baixa, l'aparell es forma amb grans còdols afilerats i col·locats, molts d'ells, en posició inclinada. Damunt d'aquest aparell, en l'espai on s'obren les sageteres, l'aparell està format per pedres grosses sense treballar. Els carreus de les cantonades sí que estan escairats.